# Angela Wamai
Angela Wanjiku Wamai también conocida como Angela Wamai (Nairobi) es una cineasta de Kenia. Montadora, guionista y directora de cine, su primer largometraje como directora, Shimoni (The Pit) ha recibido varios premios, entre ellos el Etalon de Bronze del FESPACO en Burkina Faso.

## Biografía
Nacida y criada en Nairobi estudió Comunicación y Medios en la Daystar University (2002-2006) y asistió de la Escuela Internacional de Cine y Televisión de La Habana (2010-2013). Es exalumna de Talents Durban, programa de desarrollo conjunto con la Berlinale.
Tras ganar experiencia durante una década como montadora especialmente de documentales con títulos tan aclamados como New Moon dirigida por Philippa Ndisi-Herrmann y del documental No Simple Way Home de Akuol de Mabior.
Su primer largometraje, Shimoni se estrenó en el Festival Internacional de Cine de Toronto (TIFF) y ha recibido buenas críticas en otros festivales internacionales. También ha sido seleccionada para la edición de 2023 de "Ellas son cine" organizada por la Fundación Mujeres por África.
Angela Wamai habla inglés y español. 

### Shimoni
En Shimoni, su primer largometraje, plantea el tema del abuso sexual del que fue víctima el protagonista. La película empezó a escribirla a finales de 2017. La película está protagonizada por Justin Mirichii, Muthoni Gathecha, Sam Psenjen, Vivian Wambui, Gitura Kamau.
Después de siete años en prisión, Geoffrey (Justin Mirichii), de 35 años, es liberado al cuidado de un complejo de sacerdotes católicos en Shimoni, un pequeño y tranquilo pueblo en la zona rural de Kenia. Como descubriremos, Geoffrey conoce este lugar, muy bien, como "el hoyo". Reverenciado profesor de inglés antes de su tiempo en el interior, ahora hace las tareas del campo, asiste a los servicios de la iglesia según sea necesario y se mantiene alejado de los demás residentes. No es que vaya nunca a ningún otro lado; algún miedo sin nombre le impide salir por la puerta.
«Es una película tranquila sobre el poder devastador del silencio. La película, donde el kikuyu es el idioma más hablado, trata sobre un hombre que ha tenido que vivir con un gran secreto y que, a lo largo de los años, ha visto cómo el silencio consume todo en su vida. “Shimoni” es también una película sobre la monstruosidad. Es una película sobre cómo se hacen los monstruos y sobre la capacidad del corazón humano para pudrirse rápidamente, especialmente cuando está herido.» explica la directora que subraya el contraste del personaje principal masculino, frágil, siempre al límite... era tan callado y eso lo hacía peligroso y fuera de alcance. También destaca el papel de las mujeres de la película «Me encantó que las mujeres fueran fuertes y amables, pero que también pudieran ser muy despiadadas. Las mujeres eran complejas y africanas como todas las mujeres con las que crecí y sabía que tenía que compartirlas con el mundo.»

## Filmografía
- Homenaje Corto - Cuba (2013)
- I Had to Bury Cucu (2019) - guionista, montadora, coproductora -  corto dirigido por Philippa Ndisi-Herrmann[8][9]
- Dad, Are You Ok? (2020) - corto - directora[10]
- No simple way home (2022) - montadora - documental dirigido por Akuol de Mabior
- Shimoni (2022) - 97' - directora, guionista y montadora
- Enkop[11]

## Premios y reconocimientos
- Etalon de Bronze en FESPACO por Shimoni
- Golden Film Award en el Luxor African film festival por Shimoni